# Lista de disputas territoriais
Lista de territórios no mundo que estão em situação de disputa territorial. Abrangendo dados históricos, culturais e sociais que corroboram para essas disputas.

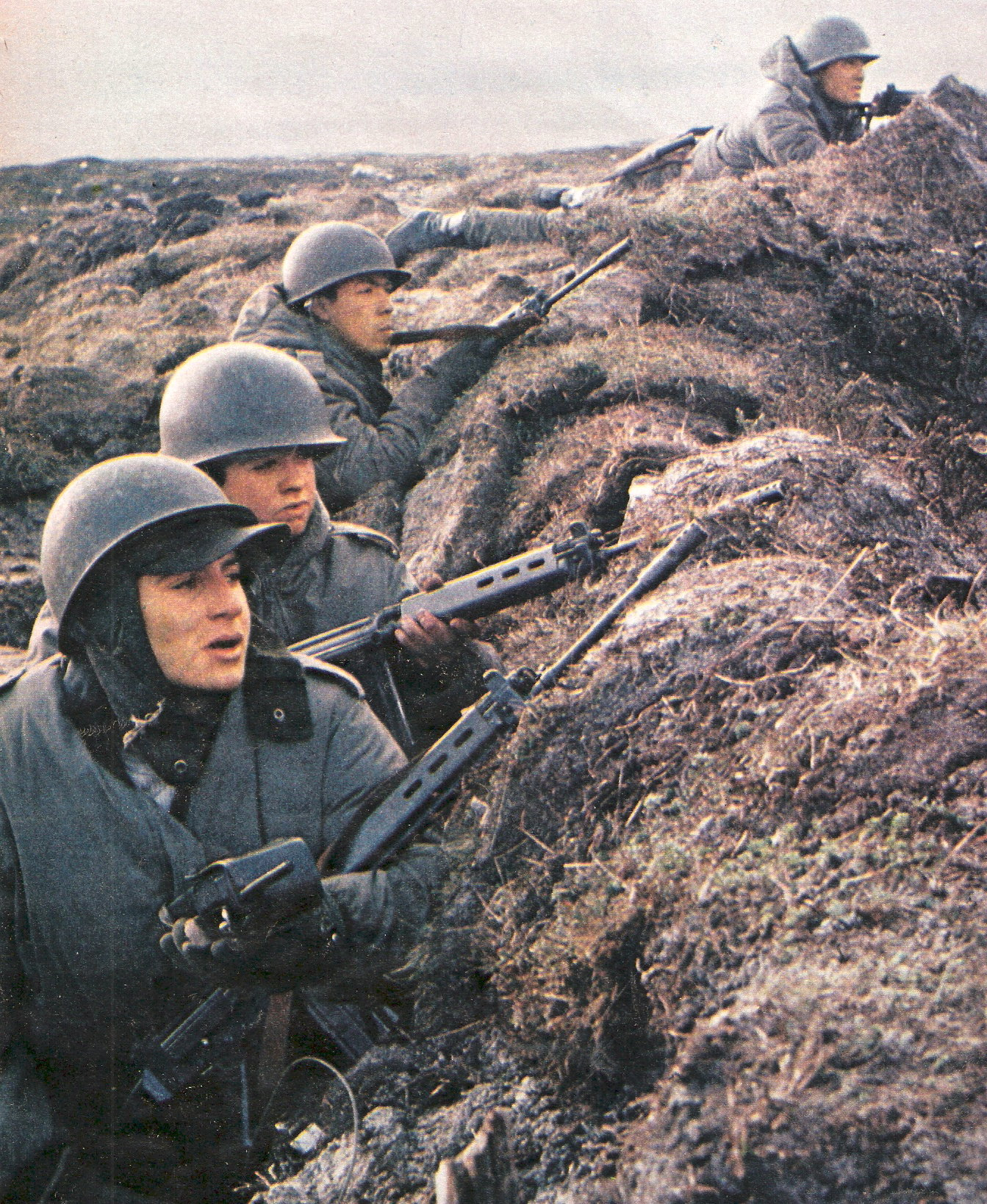
Soldados argentinos entrincheirados(maio de 1982). Guerra das Malvinas. Exemplo de disputa territorial.

## Territórios em disputas e crises no Mundo

### África
| Território                                             | Países que disputam este território | Explicação | Desde |
| ------------------------------------------------------ | ----------------------------------- | --- | ----- |

Mapa simplificado mostrando a reivindicação do Egito (amarelo e verde), a reivindicação do Sudão (azul e verde), o Triângulo Hala'ib (verde) e Bir Tawil (a área branca entre o Egito e o Sudão).

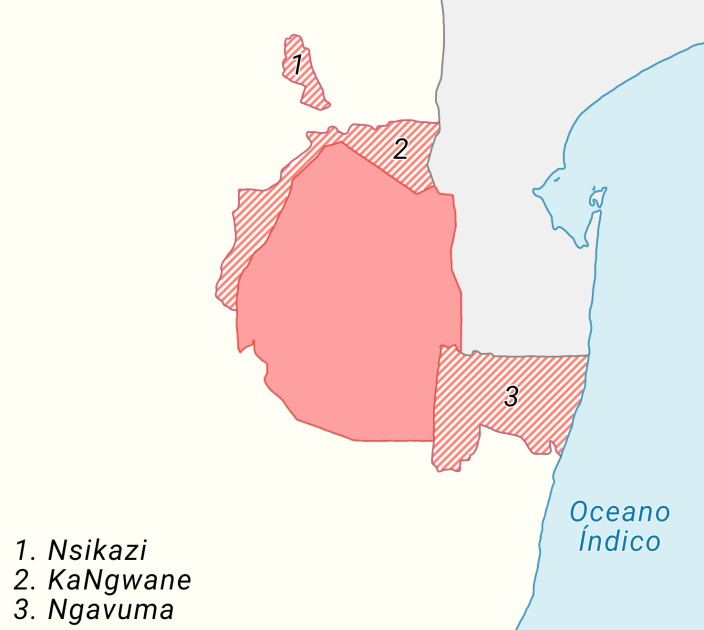
Mapa mostrando os territórios reclamados por Essuatíni no território Sul-Africano: Ngavuma, mais ao leste em costa ao Oceano Índico; KaNgwame, cobrindo toda fronteira norte de Essuatíni com a África do Sul; Nsizaki, um enclave sem uma porção de terra contígua conectando-a à parte central de Essuatíni.

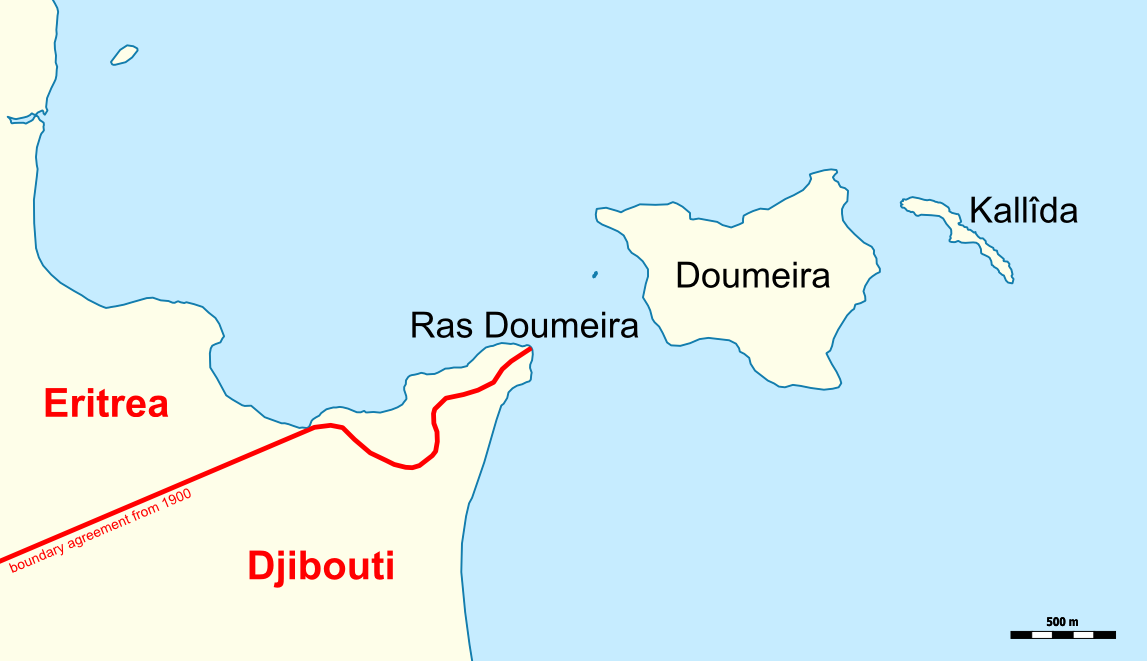
Mapa da Região de Ras Doumeira, mostrando em foco as fronteiras oficiais de ambos os membros da fronteira.

| Abiei, Heglig e Cafia Quingi                           | Sudão Sudão do Sul                  | A região de Abiei, rica em petróleo, tornou-se palco de disputas entre o exército sudanês e um grupo rebelde de libertação a partir de 2010. Heglig é uma cidade na fronteira entre os beligerantes que, em março de 2012, se envolveram em conflito armado. Em setembro do mesmo ano um acordo foi assinado entre ambos. Nos termos do Acordo de Paz Abrangente de 2005, Cafia Quingi, deveria ser posse sul sudanesa, exigindo o uso da "linha norte-sul" do Sudão a partir de 1 de janeiro de 1956. O Sudão controla, hoje, a maior parte desta área, embora em alguns momentos, desde a sua independência, grandes porções tenham sido brevemente controladas pelo Sudão do Sul.                                                                               | 2011  |
| Plazas de soberanía                                    | Espanha Marrocos                    | A Conferência Islâmica (57 estados membros), a União Africana (54 estados membros) e a Liga Árabe (23 estados membros) consideram partes de Plazas de Soberanía - como Ceuta e Melilha - territórios marroquinos. | 1956  |
| Arquipélago de Chagos                                  | Reino Unido Maurícia Maldivas       | O Reino Unido administra o Arquipélago de Chagos como parte do Território Britânico do Oceano Índico. Uma opinião consultiva do Tribunal Internacional de Justiça considerou essa administração ilegal e apelou ao Reino Unido que concluísse o processo de descolonização em relação às Maurícias. | 2019  |
| Triângulo de Hala'ib                                   | Sudão Egito                         | Anteriormente, sob administração conjunta com o Sudão, o Triângulo de Hala'ib é atualmente controlado de facto pelo Egito. Uma vez que as reclamação de Bir Tawil (terra deserta) implicaria desistência do Triângulo de Hala'ib (maior, próximo ao mar e com reservas de recursos naturais), esta não é reivindicada por nenhum dos dois países, tornando-se uma terra nullius, pela sua falta de importância geográfica e econômica. | 1956  |
| KaNgwane, Ngavuma e Nsikazi                            | Essuatíni África do Sul             | Estas três regiões, historicamente ocupadas por grupos étnicos suazis e pelo antigo reino suazi, no século XVI, foram durante a época colonial distribuídos pela coroa britânica, pelas República Bôer de Transvaal e a Província de Natal. Durante o regime do Apartheid a região foi declarada um Bantustão Sul-Africano como forma de concentrar negros Suazis numa única região. Após o fim do regime ambos os governos tentaram negociar, mas receberam críticas da Organização da Unidade Africana e a legislatura de KwaZulu. | 1980  |
| Triângulo Ilemi                                        | Quênia Sudão do Sul                 | Acordos coloniais foram feitos entre a Abissínia e o Império Britânico pelas fronteiras no Sudão. Após conflitos envolvendo etnias etíopes no local, quenianos adquiriram o direito de passagem mesmo sendo de facto sudanês. Durante a 1ª Guerra Civil Sudanesa, o Quênia tomou posse dos territórios, ainda reivindicados pelo Sudão do Sul. | 1928  |
| Região de Tserona e Região de Badme                    | Eritréia Etiópia                    | O conflito fronteiriço etíope-eritreu referiu-se a um impasse violento contínuo entre a Eritréia e a Etiópia como parte da violência no Chifre da África, incluindo conflitos esporádicos de seus militares em consonância com a Segunda Insurreição Afar. O conflito fronteiriço teve início com a Guerra "Eritreia-Etiópia" de 1998-2000 e incluiu vários confrontos com numerosas vítimas, tais como os confrontos em Tserona de 2016. A Etiópia finalmente declarou em 2018 que cederia Badme à Eritréia, o que efetivamente acabou com o conflito de vinte anos. Os dois países encerraram formalmente o conflito com a Cimeira "Eritreia-Etiópia" de 2018, em 9 de julho de 2018, assinando um acordo conjunto para retomar relações diplomáticas pacíficas. | 1998  |
| Ras Doumeira e Ilhas Doumeira                          | Eritreia Djibouti                   | As fronteiras entre a Eritreia e o Djibuti foram estabelecidas em 1900, especificando que a linha delimitadora passava pelo meio do Ras Doumeira e que a Ilha devia ser desmilitarizada por ambas as partes. Em 2008 o Djibuti acusou a Eritreia de ter avançado sete quilómetros na fronteira, desencadeando o Conflito de Fronteira Djibutiano-Eritreu. O território está atualmente ocupado pela Eritreia, após a retirada das forças de manutenção da paz do Qatar, em junho de 2017. | 2008  |
| Luapula, Chiengi e, de facto, o controle do Lago Mweru | Zâmbia R.D. do Congo                | Zâmbia e Congo têm interpretações diferentes das fronteiras estabelecidas em um tratado de 1894, entre os colonos britânicos e Leopoldo II, rei dos belgas. Houve incidentes entre os seus exércitos em 1996, 2006 e 2016. Em março de 2020, a Zâmbia posicionou tropas no lado congolês da fronteira. | 1996  |

### Europa
| Território                | Países que disputam este território            | Explicação | Desde |
| ------------------------- | ---------------------------------------------- | --- | ----- |

A zona de conflito direto entre Rússia e Ucrânia. Em amarelo, os territórios controlados pelo governo da Ucrânia; em rosa, a Federação Russa; em vermelho claro, as áreas nas mãos de separatistas, integradas nas Forças Armadas e Marinha da Federação Russa; e em vermelho, picos de conflito na região de Donbass.

Mapa de Kosovo e sua posição entre a Sérvia e Albânia.

| Crimeia                   | Rússia Ucrânia                                 | A Península da Crimeia foi cedida à Ucrânia em 1954 pela União Soviética, da qual fazia parte. A independência da Ucrânia em 1991 configurou na Crimeia uma forte divisão política e cultural, sendo o leste pró-Russo e o oeste pró-Ocidente.[carece de fontes?] Em 2014, a Rússia anexou a Crimeia, mantendo-a em sua posse até ao presente, sendo reconhecida por poucos países, porém pela população da região. A Resolução 68/262 da Assembleia Geral da ONU, com o objetivo de afirmar a integridade territorial da Ucrânia, contabilizou 100 votos a favor, 11 contra, 58 abstenções e 24 ausências, afirmando o pertencimento de jure da Crimeia à Ucrânia. Ainda em 2014 o governo interino da Crimeia realizou um referendo aos habitantes da península sobre adesão à Federação Russa. Mais de 80% da população participou, com aprovação de 96%. A recém-instalada República da Crimeia proclamou a sua independência e seguiu os resultados do referendo, o que ampliou as tensões, não apenas entre Ucrânia e Rússia, mas também com a União Europeia e Estados Unidos, devido ao consenso destes sobre a ausência de transparência do referendo. | 2014  |
| Fronteira Russo-Ucraniana | Rússia Ucrânia                                 | Com a dissolução da URSS e consequente independência da Ucrânia, a Rússia continuou a adiar o processo de estabelecimento de uma fronteira fixa. | 1998  |
| Donbass                   | Rússia R.P. de Lugansk R.P. de Donetsk Ucrânia | Após o Euromaidan e a Revolução Ucraniana de 2014, grupos pró-Rússia se levantaram em Donetsk e Lugansk - ambos na região de Donbass - contra o novo governo nacionalista ucraniano. Através da convocação de referendos, ambos os oblasts declararam-se independentes de Kiev, e em 24 de maio de 2014, Donetsk e Lugansk anunciaram a sua intenção de se fundir, formando uma confederação chamada Novorussiya. O suporte bélico fornecido pela Rússia à revolta, e simultânea tentativa de sua supressão por parte do governo ucraniano, causaram a Guerra Civil no Leste da Ucrânia, mais tarde Guerra Russo-Ucraniana. Em fevereiro de 2022 a Rússia passsou a reconhecer as repúblicas do Vale do Donbass. Em setembro do mesmo ano, após as repúblicas conquistarem o território almejado, foram anexados pela rússia no processo de anexação do sul e leste da Ucrânia pela Rússia. | 2014  |
| Ilhas Faroé               | Dinamarca Islândia Reino Unido Irlanda         | A Dinamarca disputa com a Islândia, o Reino Unido e a Irlanda a posse da plataforma continental da sua região autónoma, as Ilhas Faroé. | 1948  |
| Rockall Island            | Dinamarca Islândia Reino Unido Irlanda         | Rockall é um ilhéu situado no Norte do Oceano Atlântico. O Reino Unido afirma que Rockall se encontra dentro de sua zona econômica exclusiva, fazendo por isso parte de seu território, afirmação que não é reconhecida por seus vizinhos. | 1972  |
| Gibraltar                 | Espanha Reino Unido                            | Espanha e Reino Unido discutem a respeito da interpretação do Tratado de Utreque e a localização da fronteira Espanha-Gibraltar. | 1713  |
| Kosovo                    | Sérvia Kosovo Albânia                          | Durante a existência da Iugoslávia, na região do Kosovo, separatistas do Exército de Libertação do Kosovo rebelaram-se, atacando o governo da Sérvia, devido às suas diferenças étnicas e religiosas - uma vez que os Kosovares são geralmente muçulmanos de origem albanesa, e os Sérvios cristãos ortodoxos e eslavos. A atrocidades cometidas em resposta pelo exército Iugoslavo trouxeram preocupações à comunidade internacional, que a OTAN usou para legitimar uma intervenção a favor do Kosovo, a chamada Guerra do Kosovo. Por conta de semelhanças étnicas e religiosas, a Albânia mantém apoio fixo ao Kosovo. Atualmente, o Kosovo é reconhecido por 96 dos 193 estados-membros das Nações Unidas, incluindo Portugal, mas não o Brasil. | 1998  |
| Olivença                  | Espanha Portugal                               | Em 1801, através do Tratado de Badajoz - denunciado por Portugal em 1808 - Olivença e territórios adjacentes foram anexados pela Espanha. Em 1817, Espanha subscreveu o diploma resultante do Congresso de Viena de 1815, reconhecendo a soberania portuguesa e comprometendo-se à devolução do território o mais rapidamente possível, o que nunca chegou a acontecer. | 1815  |

### Ásia
| Território                                                                             | Países que disputam este território                                | Explicação | Desde |
| -------------------------------------------------------------------------------------- | ------------------------------------------------------------------ | --- | ----- |

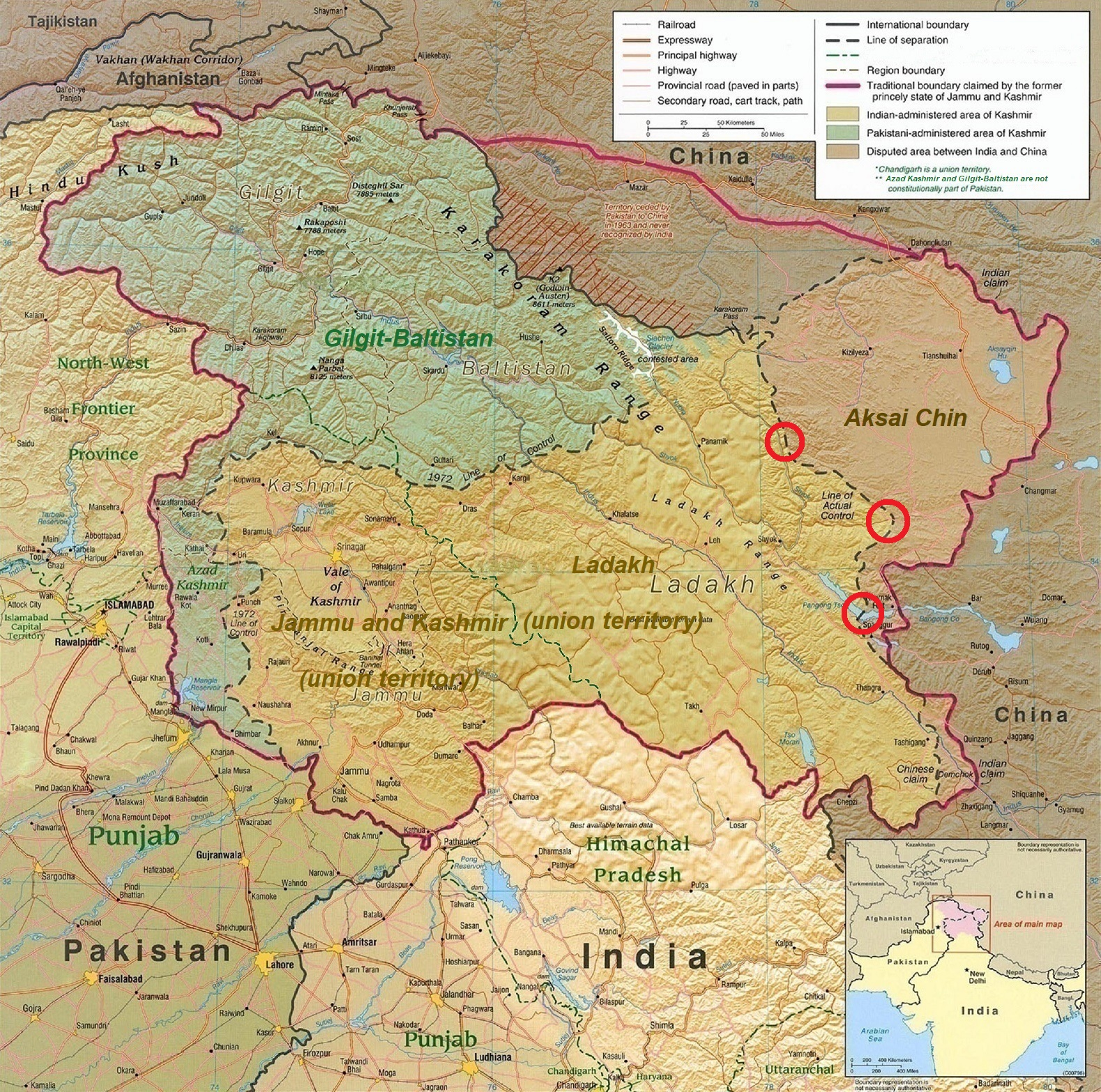
Mapa mostrando a localização do conflito da Caxemira.

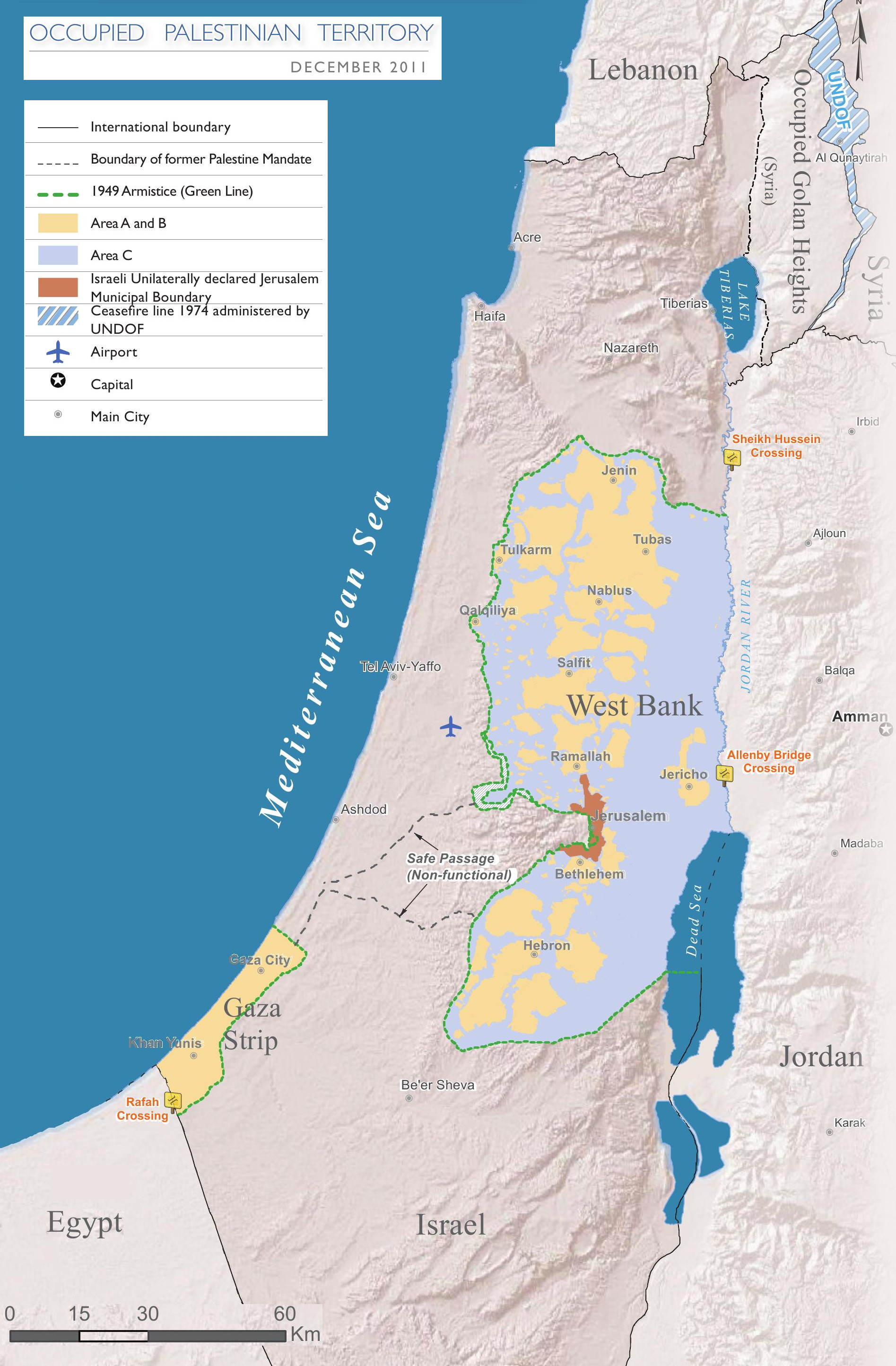
Mapa da ocupação da Palestina e Israel: Área A: controle civil palestino e da ANP; Área B: controle civil e controle de segurança conjunto israelense-palestino; e Área C: total controle civil e militar israelense.

| Caxemira                                                                               | Índia Paquistão R.P. da China                                      | Durante o Domínio Britânico-Indiano, a região da Caxemira, atualmente fronteiriça entre Índia e Paquistão, era unida em uma única província, subdividida em chefaturas vassalas da coroa britânica. Após a independência destes países em 1947, a Índia reivindicou os territórios do antigo Estado Principesco de Jammu e Caxemira, apesar destes formarem uma identidade étnica e religiosa própria, distinta da indiana, tendo maioria muçulmana. Por ora, o Paquistão controla sobretudo as Regiões ao Norte e Oeste, e graças à Guerra Sino-Indiana de 1962, apoia a China na reivindicação de territórios mais ao leste da região, disputados entre China e Índia, como forma de aproximação. Estas tensões, que já geraram grandes conflitos, levaram à produção de armamento nuclear pela Índia e Paquistão. | 1947  |
| Cisjordânia, Faixa de Gaza e Jerusalém Oriental Região da Palestina e Estado de Israel | Israel Palestina Liga Árabe                                        | Com a criação do Estado de Israel pelo Reino Unido na região da Palestina, como reparação histórica pelas atrocidades cometidas contra o Povo Judeu no Holocausto, várias tensões ocorreram na região do Levante. Em contraste, os palestinos chamam este período de Nakba (a catástrofe). A ocupação das terras palestinas culminou na guerra árabe-israelense de 1948, com ocupação pela Transjordânia da Cisjordânia e do leste de Jerusalém e pelo Egito da Faixa de Gaza. Em 1967, Israel irá conquistar esses territórios (e aumentando a sua extensão, no caso do Sinai) na Guerra dos Seis Dias. De acordo com a Resolução 242 do Conselho de Segurança da ONU, em 1967, o Estado de Israel deveria retirar todas suas forças militares das regiões mencionadas. A ela seguiu-se a Resolução 478, enfatizando que a porção oriental de Jerusalém deve fazer parte da Transjordânia. Apesar de tentativas como a Independência formal do Estado da Palestina, em 1988, ou os acordos de Oslo de 1993, os conflitos recorrentes persistem desde 1948, manifestando-se recentemente através da Guerra entre Israel e Hamas de 2023. Israel, após diversas denúncias, hoje é acusado de Genocídio na Faixa de Gaza, e por crimes de Apartheid na CIJ por instituições globais e Estados nacionais como África do Sul, Brasil e a Liga Árabe. Em 2013, 137 dos 193 países reconheciam o Estado da Palestina. Em junho de 2024, com o reconhecimento da Eslovênia passaram a ser 146 países. | 1948  |
| Ilhas Spratly                                                                          | Vietnã R.P. da China R. da China (Taiwan) Filipinas Malásia Brunei | A região das ilhas Spratly causa atualmente grandes tensões, graças à sua importância geopolítica e econômica estratégica no meio do Mar da China Meridional. As ilhas não possuem habitações indígenas, mas possuem reservas de Gás Natural e de Petróleo. Poucas ilhas têm assentamentos civis, mas das cerca de 45 ilhas, ilhotas, recifes e baixios ocupados, todos contêm estruturas ocupadas por forças militares da Malásia, Taiwan (ROC), China (RPC), Filipinas ou Vietnã. Além disso, Brunei reivindicou uma zona econômica exclusiva na parte sudeste das Ilhas Spratly, que inclui o recife desabitado Louisa. |       |

### América do Sul
| Território               | Países que disputam este território | Explicação | Desde                                                             |
| ------------------------ | ----------------------------------- | --- | ----------------------------------------------------------------- |

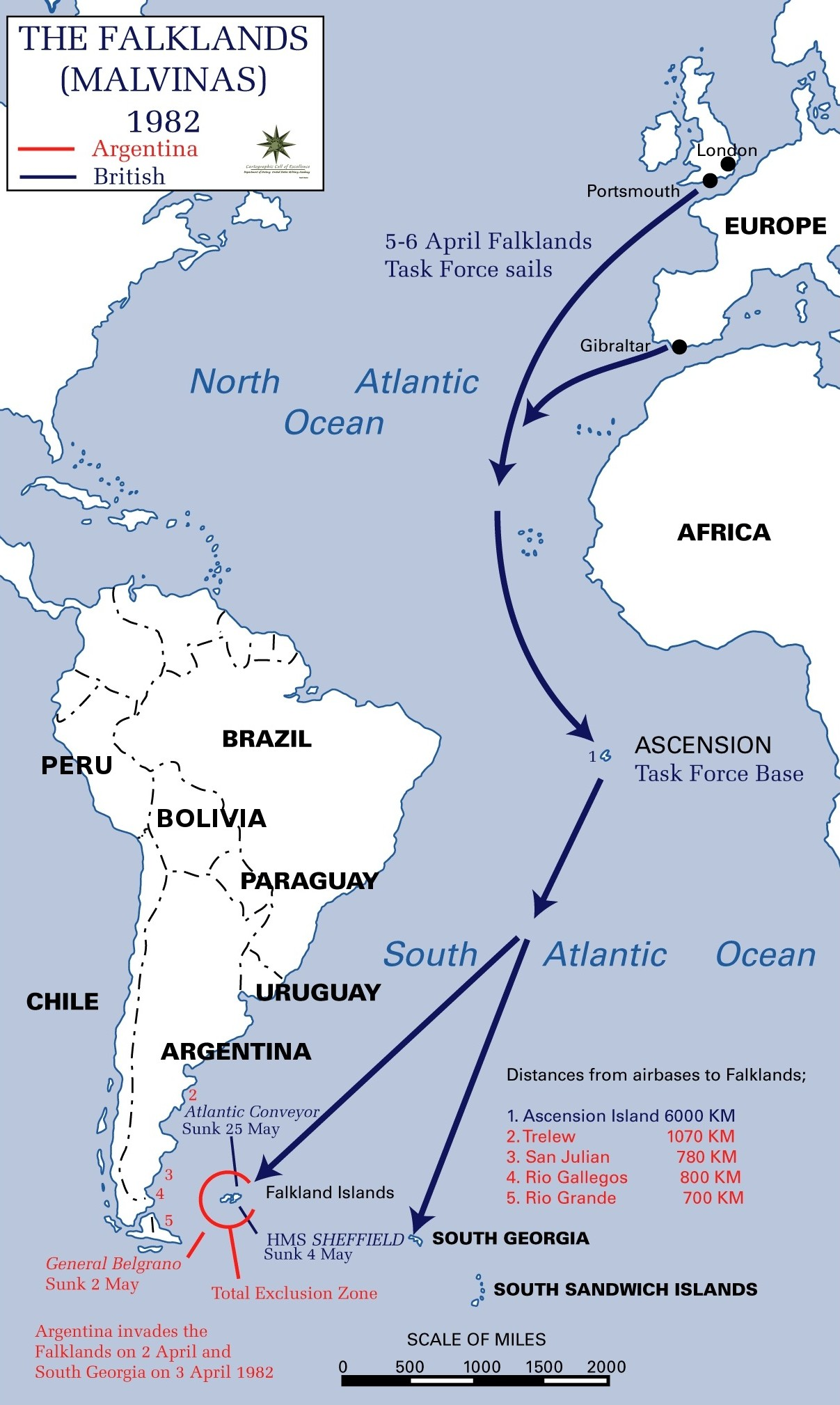
Mapa mostrando a distância das bases britânicas até a área de conflito na Campanha das Malvinas.

Mapa da Venezuela (branco) e territórios reclamados do Essequibo (listrado).

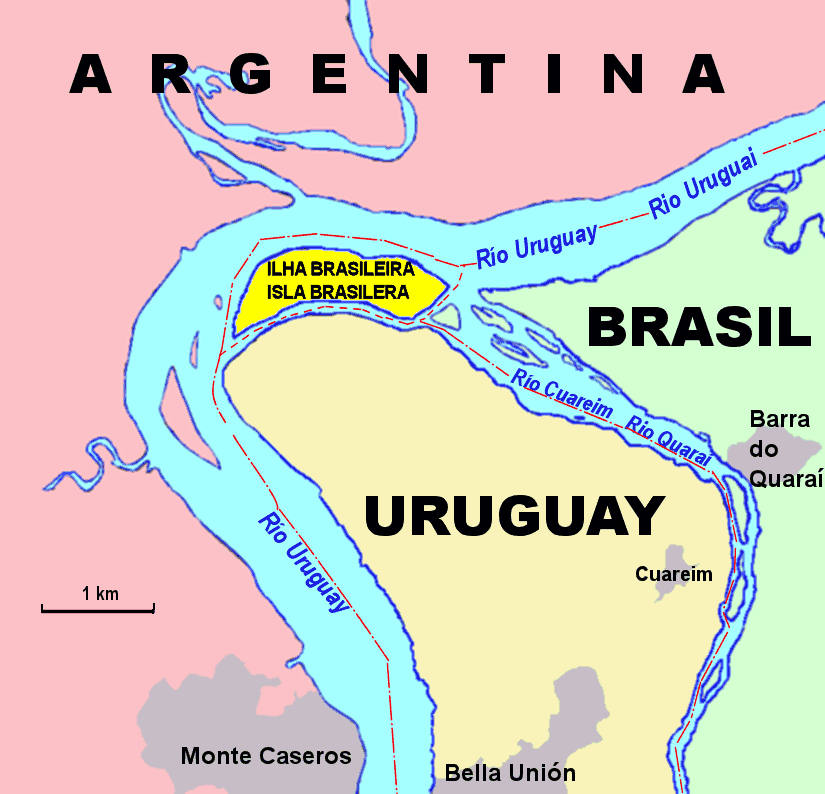
Mapa mostrando a localização da Ilha Brasileira na fronteira entre Argentina, Brasil e Uruguai.

| Ilhas Malvinas/Falklands | Argentina Reino Unido               | Em 1833, o Reino Unido ocupou as Ilhas Malvinas, localizadas no Atlântico Sul, reivindicadas pela Argentina como parte de seu território desde o período colonial. Em 1982, a Argentina invadiu e ocupou as ilhas, iniciando a Guerra das Malvinas, mas esta foi rapidamente recuperada. O governo argentino ainda reivindica a posse das ilhas perante a ONU. Em 2009, o governo britânico começou a explorar petróleo na região. | 1833                                                              |
| Ilha de Guajará-mirim    | Bolívia Brasil                      | O artigo 2º do Tratado de Ayacucho, de 27 de março de 1867 declara: "(…) [A fronteira entre o Brasil e a Bolívia] baixará [pelo rio Verde] até a sua confluência com o Guaporé e pelo meio deste e do Mamoré até ao Beni, onde principia o Rio Madeira." A fronteira nesta área foi demarcada em 1877, onde se estabeleceu a empresa boliviana Irmãos Suarez, em 1896. O Tratado de Petrópolis, de 17 de novembro de 1903, confirmou o mesmo limite estabelecido em 1867. Em 1 de abril de 1930, a delegação brasileira em La Paz reclamou o que considerava uma ocupação inadequada da ilha. Em 1937, o governo da Bolívia emitiu um relatório, rejeitado pelo Brasil, mostrando uma proximidade maior da ilha ao lado boliviano. Em 1955, o Brasil esboçou a intenção de estabelecer um posto policial na ilha, mas o projeto foi abandonado. Em 29 de março de 1958, o Acordo de Roboré foi assinado entre os dois países, no qual, além da resolução de outras questões em litígio, foi acordada a resolução futura da disputa sobre a soberania da ilha Suárez. Esta convenção foi ratificada pelo Congresso Brasileiro em 30 de novembro de 1968, estabelecendo o seu artigo 4.º que "[o] Governo do Brasil concordou com o Governo da Bolívia a fim de examinar outra vez a questão sobre o estatuto jurídico da ilha de Guajará Mirim (Isla Suárez)." A ilha continua, em 2009, sem solução definitiva, e permanece, supostamente, sob administração boliviana, apesar de ser local de atividade econômica dos habitantes brasileiros de Guajará-Mirim, que detém a maior parte do território da ilha. Mais de 80 ilhas nos rios Guaporé e Mamoré ainda estão para ser atribuídas a um ou outro país. | 1930                                                              |
| Guiana Esequiba          | Guiana Venezuela                    | Quando a Espanha criou a Capitania-Geral da Venezuela, em 1777, o rio Essequibo foi afirmado como a fronteira natural entre o seu território e a colônia holandesa de Essequibo. A Espanha considerou que as suas terras começavam na região de terras férteis do Rio Essequibo e Cuyúni. Estas reivindicações afetaram os Países Baixos e foram posteriormente assumidas pela Grã-Colômbia. Com a cisão da Grã-Colômbia e independência da Venezuela, esta passou a reclamar a titularidade dos territórios da região, que haviam sido cedida pelos neerlandeses aos britânicos em 1814, dando origem à Guiana Britânica. Em 1966, a Guiana torna-se um país independente e herda a disputa fronteiriça com a Venezuela. | 1777 entre Espanha e Holanda 1811 pela Venezuela 1966 pela Guiana |
| Ilha Brasileira          | Uruguai Brasil                      | A pequena Ilha Brasileira localiza-se entre a fronteira do Uruguai, Argentina e Brasil. Oficialmente parte do Brasil por demarcação no Tratado de Limites de 1851, que menciona que os limites entre ambos os países seriam demarcados pelo Rio Quaraí, "pertencendo ao Brasil a ilha ou ilhas que se acham na embocadura do dito rio Quaraí no Uruguai". O Uruguai não reclamou posse da ilha até à Convenção Complementar de Limites entre o Brasil e a Argentina de 1927, por "não fazer de fato, parte do Rio Quaraí", estando entre este e o Rio Uruguai. O governo brasileiro nunca respondeu a nenhuma afirmação uruguaia, por não afetar as suas relações internacionais. | 1927                                                              |
| Rincão das Artigas       | Uruguai Brasil                      | Rincão de Artigas é uma faixa de terra de 237 km2, localizado entre o Norte Uruguaio e o Sul Brasileiro, fazendo oficialmente parte do Município de Santana do Livramento, Rio Grande do Sul. O Uruguai considera que ouve um erro na demarcação da fronteira em 1856, e em 1861 esse território passou para o Brasil. Desde 1934, o Governo Uruguaio propõe a revisão da demarcação dos limites nessa faixa, mas o Brasil se considera como legalmente responsável pelo território e não reconhece as reclamações uruguaias, não aceitando realizar conversações a respeito. | 1934                                                              |

## Reivindicações de Estados de reconhecimento limitado
| Território                       | Países que disputam este território           | Explicação |
| -------------------------------- | --------------------------------------------- | --- |

Mapa da administração e reivindicações da República da China sobre as subdivisões do Governo Nacional da República da China.

| Abkhazia                         | Geórgia Abecásia                              | O conflito entre a Geórgia e a Abecásia teve início em 1989 e se desenrolou até ao presente, na Abecásia, atualmente uma república independente autodeclarada, com independência reconhecida apenas pela Rússia e outros cinco países. Num sentido mais amplo, o conflito pode ser considerado parte de um conflito geopolítico na região do Cáucaso, intensificado no final do século XX em conjunto com o colapso da União Soviética em 1991. |
| Aksai Chin                       | R. da China (Taiwan) R.P. da China Índia      | A região da Caxemira é disputada de facto entre a Índia e a República Popular da China, mas a região desta última é também reclamada pela República da China (Taiwan) como território anterior reivindicado da China continental. |
| Somalilândia                     | Somalilândia Somália                          | Internacionalmente, a região da Somalilândia é reconhecida como território do estado Somali, mas por conta da sua prolongada Guerra Civil e falência interna, a Somália não possui forças para controlar a região da Somalilândia, que por isso é, de facto, um território independente - com governo, legislação e moeda própria - comparativamente mais estável que a Somália. Realizou, a 31 de Maio de 2021, eleições próprias, com um milhão de eleitores. Atualmente, não é reconhecida por nenhum país, por receio da geração de novos movimentos independentistas no Corno Africano. |
| Saara Ocidental                  | MarrocosRepública Árabe Saarauí Democrática   | O conflito tem-se início em 1956 oficialmente quando Maomé V reclama posse dos territorios da África Ocidental Espanhola como herança do império Xerifiano (Território controlado pela dinastia alauítas em 1912). Em 1968 foi fundado um movimento percursor da Frente Polisário visando a independencia do território da Espanha. Em 1975 a Frente Polisário com apoio Argelino e Líbio, em oposição ao Marrocos e Mauritânia dão início a Guerra do Saara Ocidental. Guerra esta leva a retirada da Espanha e concessão dos terriórios á Mauritânia e Marrocos no Acordo de Madrid. Com a retirada oficial das tropas espanholas ocorre a proclamação da República Árabe Saarauí. Em 1978 a Mauritânia retira-se da guerra, e logo após abdica de suas terras. A guerra acabou oficialmente em 1991 com um cessar-fogo entre Marrocos e Frente Polisário foi feito, com promessas de referendos sobre a independência do Saara Ocidental, dos quais nunca foram feitos. Atualmente ambos vivem em tensão, com a RASD buscando reconhecimento internacional como um Estado legítimo com argumentação de serem os legítimos representantes do povo saarauí no território. Atualmente a RASD é reconhecida como Estado legítimo por 46 dos 193 países da ONU. E controlando de facto entre 20% e 25% do território reclamado. Território este na lista das Nações Unidas de territórios não autônomos. |
| China continental e Ilha Formosa | República da China República Popular da China | Com o fim da Dinastia Qing, foi consolidada a República Chinesa; após o Governo de Beyiang, sob o governo da republica. A Guerra Civil Chinesa, porém coloca em disputa este governo nacionalista, contra o Partido Comunista da China de Mao Zedong. Em 1949 porém, a guerra civil tem um fim prático, com a fuga do governo unipartidário nacionalista do Koumintang para Taipei, na Ilha de Taiwan, ainda colocando-se como a própria República da China (1912), porém, em exílio, enquanto o Partido Comunista fundava a República Popular da China, ambos reivindicando sua própria legitimidade como a China legítima. Em 1972, a RPC passou a ocupar o assento da República da China em Taiwan, no conselho de segurança da ONU, graças a sua influência global e recentes projetos de armas de destruição em massa. Fazendo Taiwan perder o status de China legítima para as Nações Unidas. Atualmente a China reconhece Taiwan como uma província rebelde, reclamando o território de Taiwan e ilhas adjacentes, enquanto o Governo da República da China reivindica todo território anterior ja reivindicado da República China anterior a 1949. Territórios esses que implicam não apenas a China, mas a Mongólia, Índia, Rússia, Coreias, Paquistão e outros. Graças a isso, implica que o reconhecimetno de um ocorre em detrimento de outro, na chamada Política de Uma China por isso apenas 12 Estados reconhecem e mantem relações com Taiwan, em detrimento da China Popular, e outros 47 que reconhecem a RPC mas mantém relações extra-oficiais com Taiwan. |